# Campionato nazionale Dante Berretti 2018-2019
Il Campionato Nazionale Dante Berretti 2018-2019 è stata la 53ª edizione del campionato nazionale Dante Berretti.
I detentori del trofeo erano il Sassuolo per la Serie A e il Feralpisalò per la Lega Pro. La stagione 2018-19 si è conclusa con il successo della Virtus Entella nel torneo riservato alle squadre di Serie C: la formazione ligure ha battuto con il punteggio di 1-0 la Ternana nella finalissima disputata al Centro Sportivo Novarello di Granozzo con Monticello (NO). Per la Virtus Entella è stato il secondo titolo della competizione.

## Regolamento
Il Campionato Nazionale "Dante Berretti" si articola in due fasi successive: Gironi Eliminatori e Fase Finale. Le squadre iscritte sono
suddivise, con criteri di vicinanza geografica, in cinque gironi. Il torneo ha svolgimento con gare di andata e ritorno secondo le norme vigenti. Per le società in organico di Lega Pro, al termine della prima fase dei gironi eliminatori le prime tre squadre meglio classificate dei cinque gironi e la migliore quarta classificata tra i cinque gironi, per un totale di sedici squadre, sono ammesse alla Fase Finale.
Alle 58 squadre della Serie C (la Juventus U23, essendo già seconda squadra, non partecipa) che partecipano al campionato si aggiungono l'Atalanta, l'Inter, il Sassuolo e il Torino per la Serie A e l'Ascoli per la Serie B.  Nella prima fase le squadre sono suddivise in tre gironi da 12, in uno da 13 e in uno da 14.

## Fase a gironi

### Girone A

#### Classifica
| Pos. | Squadra           | Pt | G  | V  | N | P  | GF | GS | DR  |
| ---- | ----------------- | -- | -- | -- | - | -- | -- | -- | --- |
| 1.   | Atalanta          | 71 | 26 | 23 | 3 | 1  | 78 | 25 | +53 |
| 2.   | AlbinoLeffe       | 55 | 26 | 16 | 7 | 3  | 63 | 34 | +29 |
| 3.   | Novara            | 50 | 26 | 14 | 8 | 4  | 61 | 33 | +28 |
| 4.   | Giana Erminio     | 49 | 26 | 14 | 7 | 5  | 49 | 30 | +19 |
| 5.   | Inter             | 43 | 26 | 12 | 7 | 7  | 49 | 35 | +14 |
| 6.   | Monza             | 42 | 26 | 12 | 6 | 8  | 43 | 34 | +9  |
| 7.   | Renate            | 36 | 26 | 9  | 9 | 8  | 46 | 42 | +4  |
| 8.   | Pro Patria        | 31 | 26 | 8  | 7 | 11 | 43 | 40 | +3  |
| 9.   | Südtirol          | 29 | 26 | 7  | 8 | 11 | 36 | 45 | -9  |
| 10.  | Alessandria       | 24 | 26 | 6  | 6 | 14 | 42 | 61 | -19 |
| 11.  | Piacenza          | 24 | 26 | 6  | 6 | 14 | 41 | 56 | -15 |
| 12.  | Pro Vercelli      | 23 | 26 | 7  | 2 | 17 | 32 | 53 | -21 |
| 13.  | Gozzano           | 14 | 26 | 2  | 8 | 16 | 26 | 74 | -48 |
|      | Pro Piacenza (-4) | 10 | 26 | 4  | 2 | 20 | 16 | 62 | -46 |

Legenda:

      Ammesse alla fase finale Serie A - Serie B.
      Ammesse alla fase finale Serie C.
Note:

Tre punti a vittoria, uno a pareggio, zero a sconfitta.
Pro Piacenza: Escluso dal campionato il 6 febbraio 2019.

#### Tabellone
|               | Alb   | Ale   | Ata   | GiE   | Goz   | Int   | Mon   | Nov   | Pia   | PPa   | PPi   | PVe   | Ren   | Süd   |
| ------------- | ----- | ----- | ----- | ----- | ----- | ----- | ----- | ----- | ----- | ----- | ----- | ----- | ----- | ----- |
| AlbinoLeffe   | ----- | 3-1   | 0-2   | 3-2   | 5-0   | 3-1   | 3-3   | 2-1   | 3-1   | 2-1   | 2-1   | 3-2   | 1-0   | 4-1   |
| Alessandria   | 2-6   | ----- | 2-4   | 1-5   | 3-2   | 0-1   | 0-2   | 2-4   | 3-2   | 3-5   | 3-0   | 2-1   | 1-1   | 1-1   |
| Atalanta      | 5-2   | 2-1   | ----- | 4-0   | 8-0   | 1-0   | 6-0   | 2-1   | 5-4   | 2-1   | 4-3   | 3-2   | 3-3   | 3-0   |
| Giana Erminio | 1-1   | 1-1   | 0-2   | ----- | 2-2   | 1-0   | 1-0   | 2-2   | 3-2   | 4-1   | 3-0   | 5-1   | 0-0   | 1-0   |
| Gozzano       | 1-7   | 1-3   | 1-3   | 0-4   | ----- | 0-3   | 0-5   | 2-1   | 2-2   | 0-4   | 1-1   | 0-2   | 1-1   | 2-2   |
| Inter         | 1-1   | 2-0   | 1-2   | 1-1   | 1-1   | ----- | 2-0   | 2-2   | 4-0   | 1-1   | 3-0   | 2-1   | 5-5   | 2-0   |
| Monza         | 2-2   | 1-2   | 2-0   | 0-0   | 1-0   | 0-3   | ----- | 1-3   | 3-1   | 2-1   | 3-0   | 4-1   | 1-1   | 2-0   |
| Novara        | 0-2   | 4-2   | 1-1   | 2-1   | 5-1   | 5-2   | 0-0   | ----- | 4-2   | 1-1   | 4-0   | 4-0   | 2-0   | 2-2   |
| Piacenza      | 1-1   | 1-1   | 0-1   | 2-0   | 5-2   | 1-4   | 1-1   | 1-1   | ----- | 3-2   | 3-0   | 1-1   | 1-2   | 2-0   |
| Pro Patria    | 0-1   | 1-1   | 0-2   | 0-2   | 0-0   | 4-1   | 0-1   | 2-2   | 1-2   | ----- | 3-1   | 3-2   | 1-2   | 2-1   |
| Pro Piacenza  | 0-3   | 3-2   | 0-3   | 0-1   | 0-3   | 2-1   | 1-3   | 0-3   | 2-0   | 0-3   | ----- | 0-3   | 0-3   | 0-1   |
| Pro Vercelli  | 3-1   | 2-1   | 0-3   | 2-3   | 1-0   | 0-1   | 0-4   | 1-3   | 3-1   | 1-1   | 1-1   | ----- | 0-1   | 0-2   |
| Renate        | 2-2   | 3-1   | 0-4   | 1-3   | 2-2   | 3-4   | 3-0   | 1-2   | 5-2   | 0-2   | 0-1   | 2-1   | ----- | 3-0   |
| Südtirol      | 0-0   | 3-3   | 1-3   | 2-3   | 3-2   | 1-1   | 3-2   | 1-2   | 2-0   | 3-3   | 3-0   | 2-0   | 2-2   | ----- |

### Girone B

#### Classifica
| Pos. | Squadra       | Pt | G  | V  | N | P  | GF | GS | DR  |
| ---- | ------------- | -- | -- | -- | - | -- | -- | -- | --- |
| 1.   | Sassuolo      | 55 | 22 | 17 | 4 | 1  | 48 | 16 | +32 |
| 2.   | Vicenza       | 42 | 22 | 13 | 3 | 6  | 41 | 24 | +17 |
| 3.   | Feralpisalò   | 42 | 22 | 13 | 3 | 6  | 48 | 26 | +22 |
| 4.   | Gubbio        | 39 | 22 | 12 | 3 | 7  | 34 | 24 | +10 |
| 5.   | Triestina     | 34 | 22 | 10 | 4 | 8  | 42 | 35 | +7  |
| 6.   | Virtus Verona | 31 | 22 | 9  | 4 | 9  | 33 | 33 | 0   |
| 7.   | Pordenone     | 28 | 22 | 7  | 7 | 8  | 30 | 29 | +1  |
| 8.   | Imolese       | 27 | 22 | 8  | 3 | 11 | 33 | 29 | +4  |
| 9.   | Rimini        | 25 | 22 | 6  | 7 | 9  | 40 | 53 | -13 |
| 10.  | Ravenna       | 20 | 22 | 6  | 2 | 14 | 19 | 45 | -26 |
| 11.  | Fano          | 16 | 22 | 4  | 4 | 14 | 29 | 57 | -28 |
| 12.  | Vis Pesaro    | 14 | 22 | 4  | 2 | 16 | 19 | 45 | -26 |

Legenda:

      Ammessa alla fase finale Serie A - Serie B.
      Ammesse alla fase finale Serie C.
Note:

Tre punti a vittoria, uno a pareggio, zero a sconfitta.

#### Tabellone
|               | Fan   | Fer   | Gub   | Imo   | Por   | Rav   | Rim   | Sas   | Tri   | Vic   | VVe   | VPe   |
| ------------- | ----- | ----- | ----- | ----- | ----- | ----- | ----- | ----- | ----- | ----- | ----- | ----- |
| Fano          | ----- | 1-2   | 0-1   | 2-5   | 3-2   | 2-2   | 1-1   | 0-1   | 1-4   | 1-6   | 0-2   | 4-2   |
| Feralpisalò   | 1-0   | ----- | 2-3   | 1-0   | 2-2   | 2-0   | 7-3   | 0-1   | 4-5   | 0-1   | 6-1   | 1-2   |
| Gubbio        | 5-1   | 0-1   | ----- | 1-0   | 2-2   | 2-3   | 7-0   | 1-2   | 2-0   | 1-1   | 1-0   | 2-0   |
| Imolese       | 2-2   | 0-2   | 0-0   | ----- | 0-2   | 4-0   | 5-1   | 1-2   | 2-4   | 0-4   | 0-2   | 5-0   |
| Pordenone     | 3-0   | 1-3   | 0-1   | 1-1   | ----- | 3-0   | 4-2   | 1-1   | 0-0   | 1-2   | 2-2   | 0-2   |
| Ravenna       | 2-2   | 1-0   | 1-0   | 2-0   | 0-1   | ----- | 2-6   | 0-3   | 0-1   | 2-1   | 0-6   | 1-0   |
| Rimini        | 6-3   | 0-0   | 1-2   | 0-2   | 0-2   | 2-1   | ----- | 0-0   | 2-4   | 3-2   | 3-0   | 1-1   |
| Sassuolo      | 4-2   | 1-3   | 8-0   | 1-0   | 3-0   | 2-1   | 1-1   | ----- | 4-1   | 3-2   | 3-0   | 1-0   |
| Triestina     | 4-0   | 1-2   | 0-2   | 1-2   | 2-0   | 2-1   | 1-2   | 1-1   | ----- | 1-1   | 2-1   | 3-1   |
| Vicenza       | 1-0   | 1-1   | 1-0   | 0-1   | 2-1   | 2-0   | 3-1   | 1-2   | 2-1   | ----- | 2-0   | 2-0   |
| Virtus Verona | 0-2   | 2-3   | 1-0   | 1-0   | 0-0   | 2-0   | 3-3   | 0-2   | 2-2   | 4-2   | ----- | 3-0   |
| Vis Pesaro    | 1-2   | 0-5   | 1-3   | 0-3   | 1-2   | 2-0   | 2-2   | 1-2   | 3-2   | 1-2   | 0-1   | ----- |

### Girone C

#### Classifica
| Pos. | Squadra        | Pt | G  | V  | N | P  | GF | GS | DR  |
| ---- | -------------- | -- | -- | -- | - | -- | -- | -- | --- |
| 1.   | Torino         | 67 | 24 | 22 | 1 | 1  | 75 | 10 | +65 |
| 2.   | Virtus Entella | 56 | 24 | 18 | 2 | 4  | 63 | 25 | +38 |
| 3.   | Arezzo         | 44 | 24 | 14 | 2 | 8  | 45 | 37 | +8  |
| 4.   | Olbia          | 40 | 24 | 12 | 4 | 8  | 41 | 34 | +7  |
| 5.   | Carrarese      | 35 | 24 | 11 | 2 | 11 | 37 | 38 | -1  |
| 6.   | Albissola      | 35 | 24 | 10 | 5 | 9  | 32 | 25 | +7  |
| 7.   | Siena          | 35 | 24 | 11 | 2 | 11 | 41 | 40 | +1  |
| 8.   | Lucchese       | 27 | 24 | 8  | 3 | 13 | 25 | 37 | -12 |
| 9.   | Pisa           | 27 | 24 | 7  | 6 | 11 | 36 | 43 | -7  |
| 10.  | Cuneo (-1)     | 26 | 24 | 9  | 0 | 15 | 47 | 46 | +1  |
| 11.  | Pontedera      | 25 | 24 | 8  | 1 | 15 | 25 | 67 | -42 |
| 12.  | Pistoiese      | 22 | 24 | 6  | 4 | 14 | 33 | 45 | -12 |
| 13.  | Arzachena      | 11 | 24 | 3  | 2 | 19 | 15 | 68 | -53 |

Legenda:

      Ammessa alla fase finale Serie A - Serie B.
      Ammesse alla fase finale Serie C.
Note:

Tre punti a vittoria, uno a pareggio, zero a sconfitta.
Il Cuneo ha scontato 1 punto di penalizzazione.

#### Tabellone
|                | Alb   | Are   | Arz   | Car   | Cun   | Luc   | Olb   | Pis   | Pst   | Pon   | RSi   | Tor   | VEn   |
| -------------- | ----- | ----- | ----- | ----- | ----- | ----- | ----- | ----- | ----- | ----- | ----- | ----- | ----- |
| Albissola      | ----- | 0-0   | 2-0   | 2-1   | 3-2   | 0-1   | 1-1   | 2-1   | 1-1   | 4-0   | 3-1   | 0-1   | 1-3   |
| Arezzo         | 0-2   | ----- | 3-1   | 1-3   | 3-1   | 0-2   | 1-0   | 2-2   | 2-1   | 3-2   | 2-1   | 0-2   | 2-1   |
| Arzachena      | 0-2   | 1-3   | ----- | 2-1   | 1-3   | 1-0   | 1-2   | 2-5   | 2-2   | 0-1   | 0-0   | 0-6   | 0-1   |
| Carrarese      | 1-0   | 2-3   | 2-0   | ----- | 3-0   | 2-1   | 1-2   | 2-0   | 1-1   | 3-2   | 0-1   | 0-4   | 0-4   |
| Cuneo          | 0-3   | 1-3   | 7-0   | 1-2   | ----- | 1-2   | 3-1   | 3-2   | 5-1   | 5-2   | 3-4   | 0-1   | 1-0   |
| Lucchese       | 2-2   | 0-3   | 2-0   | 2-0   | 0-3   | ----- | 0-1   | 3-1   | 0-2   | 1-2   | 0-2   | 0-2   | 1-3   |
| Olbia          | 2-1   | 3-1   | 0-2   | 2-1   | 2-0   | 1-1   | ----- | 5-0   | 3-2   | 2-2   | 3-0   | 2-4   | 1-2   |
| Pisa           | 2-1   | 0-2   | 3-2   | 1-1   | 0-2   | 2-2   | 4-0   | ----- | 1-1   | 2-0   | 1-2   | 0-2   | 1-1   |
| Pistoiese      | 0-1   | 2-3   | 4-0   | 1-2   | 1-0   | 0-2   | 2-1   | 1-2   | ----- | 1-2   | 2-3   | 0-3   | 3-1   |
| Pontedera      | 2-1   | 0-4   | 1-0   | 1-4   | 3-2   | 1-2   | 0-1   | 2-1   | 1-2   | ----- | 1-0   | 0-5   | 0-3   |
| Robur Siena    | 0-0   | 5-3   | 3-0   | 1-2   | 2-1   | 3-0   | 0-4   | 1-3   | 4-2   | 3-0   | ----- | 0-1   | 2-3   |
| Torino         | 2-0   | 3-0   | 8-0   | 3-1   | 3-1   | 3-0   | 4-1   | 2-2   | 3-1   | 8-0   | 2-0   | ----- | 3-1   |
| Virtus Entella | 2-0   | 2-1   | 7-0   | 3-2   | 4-2   | 2-1   | 1-1   | 2-0   | 2-0   | 10-0  | 4-3   | 1-0   | ----- |

### Girone D

#### Classifica
| Pos. | Squadra        | Pt | G  | V  | N  | P  | GF | GS | DR  |
| ---- | -------------- | -- | -- | -- | -- | -- | -- | -- | --- |
| 1.   | Ternana        | 52 | 22 | 16 | 4  | 2  | 62 | 20 | +42 |
| 2.   | Viterbese      | 48 | 22 | 14 | 6  | 2  | 40 | 16 | +24 |
| 3.   | Paganese       | 42 | 22 | 12 | 6  | 4  | 50 | 26 | +24 |
| 4.   | Ascoli         | 37 | 22 | 11 | 4  | 7  | 41 | 32 | +9  |
| 5.   | Teramo         | 34 | 22 | 9  | 7  | 6  | 37 | 31 | +6  |
| 6.   | Cavese         | 29 | 22 | 8  | 5  | 9  | 35 | 46 | -11 |
| 7.   | Sambenedettese | 25 | 22 | 5  | 10 | 7  | 27 | 32 | -5  |
| 8.   | Juve Stabia    | 23 | 22 | 6  | 5  | 11 | 25 | 40 | -15 |
| 9.   | Rieti          | 21 | 22 | 5  | 6  | 11 | 28 | 41 | -13 |
| 10.  | Potenza        | 21 | 22 | 5  | 6  | 11 | 34 | 45 | -11 |
| 11.  | Casertana      | 18 | 22 | 4  | 6  | 12 | 22 | 49 | -27 |
| 12.  | Fermana        | 11 | 22 | 2  | 5  | 15 | 22 | 45 | -23 |

Legenda:

      Ammessa alla fase finale Serie A - Serie B.
      Ammesse alla fase finale Serie C.
Note:

Tre punti a vittoria, uno a pareggio, zero a sconfitta.

#### Tabellone
|                | Asc   | Cas   | Cav   | Fer   | JSt   | Pag   | Pot   | Rie   | Sam   | Ter   | Trn   | Vit   |
| -------------- | ----- | ----- | ----- | ----- | ----- | ----- | ----- | ----- | ----- | ----- | ----- | ----- |
| Ascoli         | ----- | 1-1   | 7-2   | 2-1   | 1-1   | 1-2   | 3-4   | 2-1   | 1-1   | 1-0   | 0-3   | 1-0   |
| Casertana      | 1-0   | ----- | 2-4   | 2-0   | 2-0   | 0-4   | 1-1   | 1-1   | 1-1   | 0-2   | 2-4   | 1-1   |
| Cavese         | 1-4   | 3-1   | ----- | 3-1   | 1-1   | 0-3   | 2-2   | 3-2   | 1-0   | 1-1   | 0-3   | 1-3   |
| Fermana        | 1-2   | 3-3   | 1-2   | ----- | 3-2   | 3-1   | 0-0   | 0-1   | 2-3   | 1-3   | 0-2   | 0-4   |
| Juve Stabia    | 0-4   | 1-0   | 2-2   | 2-0   | ----- | 0-2   | 1-0   | 3-0   | 3-1   | 0-2   | 0-5   | 0-3   |
| Paganese       | 2-1   | 7-1   | 2-4   | 3-1   | 2-3   | ----- | 2-1   | 1-2   | 0-0   | 3-0   | 1-1   | 1-1   |
| Potenza        | 1-2   | 4-0   | 1-0   | 3-1   | 2-0   | 0-3   | ----- | 1-3   | 2-2   | 4-4   | 0-1   | 1-5   |
| Rieti          | 1-3   | 0-1   | 1-1   | 2-2   | 2-2   | 1-4   | 3-2   | ----- | 3-4   | 2-1   | 0-2   | 1-2   |
| Sambenedettese | 1-2   | 3-1   | 0-1   | 1-1   | 1-1   | 1-2   | 3-3   | 1-1   | ----- | 1-0   | 1-0   | 0-1   |
| Teramo         | 1-0   | 3-0   | 6-2   | 0-0   | 1-0   | 1-1   | 3-2   | 1-1   | 1-1   | ----- | 2-2   | 4-1   |
| Ternana        | 5-1   | 5-1   | 2-1   | 3-1   | 4-2   | 4-4   | 2-0   | 3-0   | 4-0   | 6-0   | ----- | 0-3   |
| Viterbese      | 2-2   | 1-0   | 1-0   | 1-0   | 2-1   | 0-0   | 4-0   | 1-0   | 1-1   | 2-1   | 1-1   | ----- |

### Girone E

#### Classifica
| Pos. | Squadra            | Pt | G  | V  | N | P  | GF | GS | DR  |
| ---- | ------------------ | -- | -- | -- | - | -- | -- | -- | --- |
| 1.   | Reggina            | 51 | 22 | 16 | 3 | 3  | 48 | 21 | +27 |
| 2.   | Siracusa           | 46 | 22 | 15 | 1 | 6  | 44 | 20 | +24 |
| 3.   | Trapani            | 45 | 22 | 13 | 6 | 3  | 61 | 20 | +41 |
| 4.   | Catania            | 41 | 22 | 11 | 8 | 3  | 48 | 19 | +29 |
| 5.   | Catanzaro          | 39 | 22 | 12 | 3 | 7  | 47 | 28 | +19 |
| 6.   | Sicula Leonzio     | 29 | 22 | 8  | 5 | 9  | 46 | 39 | +7  |
| 7.   | Monopoli           | 29 | 22 | 7  | 8 | 7  | 33 | 21 | +12 |
| 8.   | Rende              | 25 | 22 | 8  | 1 | 13 | 33 | 56 | -23 |
| 9.   | Virtus Francavilla | 24 | 22 | 7  | 3 | 12 | 32 | 41 | -9  |
| 10.  | Vibonese           | 23 | 22 | 6  | 5 | 11 | 27 | 53 | -26 |
| 11.  | Bisceglie          | 11 | 22 | 3  | 2 | 17 | 24 | 80 | -56 |
| 12.  | Matera             | 9  | 22 | 2  | 3 | 17 | 19 | 64 | -45 |

Legenda:

      Ammesse alla fase finale Serie C.
Note:

Tre punti a vittoria, uno a pareggio, zero a sconfitta.

#### Tabellone
|                    | Bis   | Cat   | Ctz   | Mat   | Mon   | Reg   | Ren   | SLe   | Sir   | Tra   | Vib   | VFr   |
| ------------------ | ----- | ----- | ----- | ----- | ----- | ----- | ----- | ----- | ----- | ----- | ----- | ----- |
| Bisceglie          | ----- | 2-1   | 1-5   | 2-0   | 0-0   | 0-6   | 4-0   | 1-2   | 0-3   | 2-3   | 1-2   | 1-2   |
| Catania            | 7-0   | ----- | 3-0   | 8-2   | 1-1   | 1-1   | 3-2   | 2-2   | 4-0   | 0-2   | 0-0   | 4-1   |
| Catanzaro          | 6-2   | 2-0   | ----- | 2-1   | 1-2   | 0-1   | 2-0   | 5-2   | 0-3   | 1-4   | 2-1   | 3-0   |
| Matera             | 4-1   | 1-2   | 1-8   | ----- | 0-3   | 0-0   | 3-1   | 0-1   | 0-3   | 0-5   | 1-3   | 1-2   |
| Monopoli           | 9-0   | 1-1   | 0-2   | 0-0   | ----- | 1-2   | 0-2   | 0-1   | 1-2   | 2-0   | 2-0   | 0-0   |
| Reggina            | 3-2   | 1-3   | 1-0   | 4-0   | 2-1   | ----- | 4-1   | 3-2   | 1-0   | 0-0   | 8-1   | 2-1   |
| Rende              | 2-1   | 0-1   | 1-1   | 3-0   | 1-4   | 1-2   | ----- | 3-2   | 1-4   | 1-6   | 4-1   | 2-0   |
| Sicula Leonzio     | 4-1   | 1-1   | 0-2   | 5-1   | 2-2   | 2-3   | 7-0   | ----- | 1-1   | 3-2   | 3-0   | 0-1   |
| Siracusa           | 2-0   | 0-2   | 2-1   | 4-0   | 1-0   | 2-3   | 3-0   | 3-0   | ----- | 0-1   | 2-1   | 4-1   |
| Trapani            | 11-0  | 0-0   | 0-0   | 1-1   | 1-1   | 2-0   | 4-2   | 3-2   | 2-0   | ----- | 2-2   | 6-1   |
| Vibonese           | 2-2   | 0-4   | 2-2   | 4-2   | 2-2   | 1-0   | 1-2   | 2-1   | 0-3   | 0-5   | ----- | 1-0   |
| Virtus Francavilla | 6-1   | 0-0   | 1-2   | 2-1   | 0-1   | 0-1   | 3-4   | 3-3   | 1-2   | 2-1   | 5-1   | ----- |

## Fase finale Serie A - Serie B

### Regolamento
Alla Fase Finale sono ammesse le cinque società che hanno partecipato alla Fase Eliminatoria (le due società che hanno disputato il Girone “A” e le tre società che hanno disputato, rispettivamente, i gironi “B”, “C” e “D”). Le cinque società ammesse alla Fase Finale saranno suddivise in due gironi, uno di tre squadre (“Girone a 3”) e l’altro di due (“Girone a 2”). La composizione dei gironi verrà stabilita tramite sorteggio. Le squadre del “Girone a 2” disputeranno gare di Andata e Ritorno; la squadra vincente otterrà l’ammissione alla Finale. Le squadre del “Girone a 3” effettueranno tre giornate di calendario con gare di sola Andata; ogni squadra disputerà una gara interna e una gara esterna; la squadra classificata al primo posto del girone sarà ammessa alla Finale.

### Gironi di qualificazione
Le tre giornate saranno disputate rispettivamente nei giorni 11, 18 e 25 maggio 2019 (18 e 26 maggio per il girone B).

#### Girone A
| Squadra     | P.ti | G | V | N | P | GF | GS | DR |
| ----------- | ---- | - | - | - | - | -- | -- | -- |
| 1. Torino   | 4    | 2 | 1 | 1 | 0 | 4  | 1  | +3 |
| 2. Atalanta | 2    | 2 | 0 | 2 | 0 | 2  | 2  | 0  |
| 3. Sassuolo | 1    | 2 | 0 | 1 | 1 | 3  | 6  | -3 |

|          | Ata   | Sas   | Tor   |
| Atalanta |       |       | 0 - 0 |
| Sassuolo | 2 - 2 |       |       |
| Torino   |       | 4 - 1 |       |

#### Girone B
| Squadra   | P.ti | G | V | N | P | GF | GS | DR |
| --------- | ---- | - | - | - | - | -- | -- | -- |
| 1. Inter  | 6    | 2 | 2 | 0 | 0 | 3  | 1  | +2 |
| 2. Ascoli | 0    | 2 | 0 | 0 | 2 | 1  | 3  | -2 |

|        | Asc   | Int   |
| Ascoli |       | 1 - 2 |
| Inter  | 1 - 0 |       |

### Finale
| Squadra 1     | Risultato | Squadra 2 |
| ------------- | --------- | --------- |
| 7 giugno 2019 |           |           |
| Torino        | 2 - 0     | Inter     |

## Fase finale Serie C

### Regolamento
Le sedici società (le prime tre di ogni girone e la migliore quarta) ammesse alla Fase Finale disputano gli Ottavi di Finale in gare di andata e ritorno
ad eliminazione diretta; le otto società vincenti otterranno l’ammissione ai Quarti di Finale, che si disputano in gare di andata e ritorno ad eliminazione diretta. Le 4 società vincenti ottengono l’ammissione alle Semifinali, anch'esse disputate in gare di andata e ritorno. Le 2 società vincenti ottengono l’ammissione alla Finale, disputata in gara unica.

### Ottavi di finale
| Squadra 1                      | Totale | Squadra 2      | Andata | Ritorno |
| ------------------------------ | ------ | -------------- | ------ | ------- |
| 27 aprile 2019 / 4 maggio 2019 |        |                |        |         |
| Feralpisalò                    | 5 - 2  | AlbinoLeffe    | 1 - 2  | 4 - 0   |
| Gubbio                         | 2 - 6  | Novara         | 0 - 2  | 2 - 4   |
| Giana Erminio                  | 0 - 4  | Vicenza        | 0 - 2  | 0 - 2   |
| Trapani                        | 1 - 4  | Viterbese      | 1 - 4  | 0 - 0   |
| Catania                        | 5 - 3  | Arezzo         | 2 - 0  | 3 - 3   |
| Siracusa                       | 3 - 5  | Ternana        | 2 - 2  | 1 - 3   |
| Paganese                       | 4 - 2  | Reggina        | 1 - 1  | 3 - 1   |
| 30 aprile 2019 / 6 maggio 2019 |        |                |        |         |
| Olbia                          | 1 - 6  | Virtus Entella | 0 - 2  | 1 - 4   |

### Quarti di finale
| Squadra 1                       | Totale | Squadra 2 | Andata | Ritorno |
| ------------------------------- | ------ | --------- | ------ | ------- |
| 11 maggio 2019 / 18 maggio 2019 |        |           |        |         |
| Feralpisalò                     | 2 - 4  | Novara    | 1 - 0  | 1 - 4   |
| Catania                         | 5 - 2  | Viterbese | 3 - 1  | 2 - 1   |
| Paganese                        | 1 - 2  | Ternana   | 1 - 1  | 0 - 1   |
| 12 maggio 2019 / 18 maggio 2019 |        |           |        |         |
| Virtus Entella                  | 3 - 2  | Vicenza   | 0 - 0  | 3 - 2   |

### Semifinali
| Squadra 1                       | Totale | Squadra 2      | Andata | Ritorno |
| ------------------------------- | ------ | -------------- | ------ | ------- |
| 25 maggio 2019 / 1º giugno 2019 |        |                |        |         |
| Novara                          | 5 - 7  | Virtus Entella | 2 - 3  | 3 - 4   |
| Catania                         | 1 - 2  | Ternana        | 1 - 1  | 0 - 1   |

### Finale
| Squadra 1      | Risultato | Squadra 2 |
| -------------- | --------- | --------- |
| 7 giugno 2019  |           |           |
| Virtus Entella | 1 - 0     | Ternana   |